# Monts de la Kolvitsa
Les monts de la Kolvitsa (en russe : Колви́цкие ту́ндры, Kolvitskié toundri) sont une chaîne de montagnes qui s'étend dans l'oblast de Mourmansk, en Russie lapone. Ils se situent sur la côte de Kandalakcha, au sud du fleuve côtier de la Kolvitsa. 